# Nettoyage ethnique en Tchétchénie
Le nettoyage ethnique en Tchétchénie est un ensemble d'actes violents commis selon le critère de nationalité envers la population civile.
Pour certains médias russes, ceci concerne principalement la population russe mais aussi d'autres populations non tchétchènes, durant la période de 1990 à 2005 inclus. Au milieu des années 2000, l'éviction des « personnes de nationalité non caucasienne » se serait poursuivi en Tchétchénie, toujours selon des médias russes. Les personnes tchétchènes accusées de « coopération avec les occupants » auraient été également éliminées.
D'autres observateurs mettent en avant d'autres violences et un autre « nettoyage ethnique » contre les populations tchétchènes cette fois : lorsque ces populations civiles tchétchènes quittèrent Grozny et d'autres zones de la Tchétchénie après les opérations militaires russes contre les séparatistes tchétchènes dans les années 1990, puis lors de la seconde guerre de Tchétchénie, en 1999/2000,,. Le Comité européen pour la prévention de la torture et des peines ou traitements inhumains ou dégradants a mené une enquête sur ce sujet et l'a exceptionnellement rendue publique. Le rapport dénonce l'ampleur de la torture et des mauvais traitements en Tchétchénie, sous la houlette des forces russes.